# Crédit Mobilier-botrány

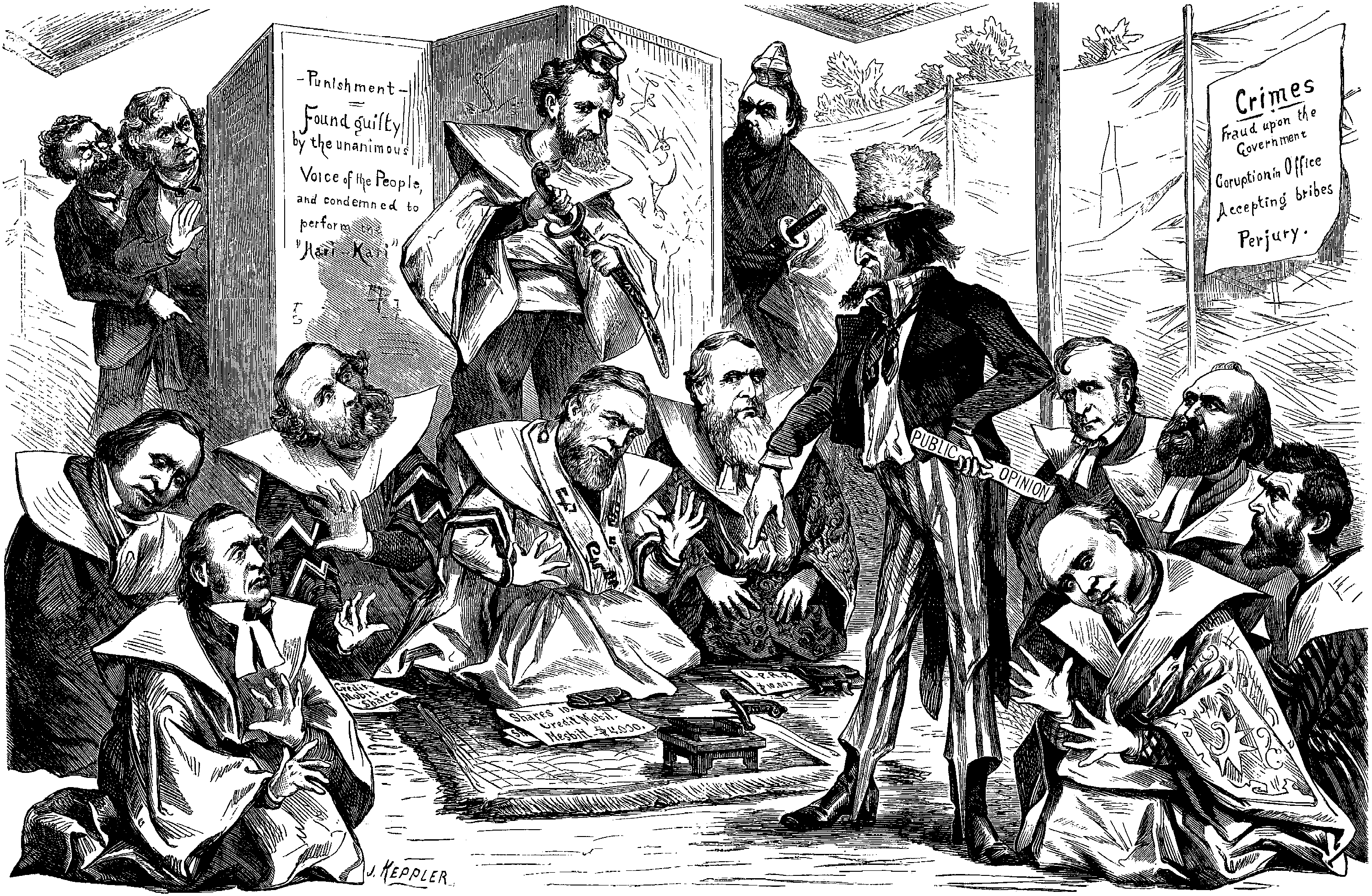
Egy politikai karikatúra Uncle Samet ábrázolja, amint a botrányba keveredett kongresszusi képviselőket "Hari-Kari" [sic] (rituális öngyilkosság) elkövetésére utasítja.

A Crédit Mobilier-botrány egy 1872-ben leleplezett pénzügyi botrány volt, melyben számos akkori politikus és kongresszusi képviselő is érintett volt.
Amint azt a The Sun részletezte, a Union Pacific Railroad legnagyobb építőipari vállalata, a Crédit Mobilier túlszámlázta a Union Pacificet; ezeket a költségeket aztán áthárították az Amerikai Egyesült Államok kormányára. Annak érdekében, hogy a szövetségi kormányt meggyőzze a megnövekedett költségek elfogadásáról, a Crédit Mobilier megvesztegette a kongresszusi képviselőket. Az UP igazgatótanácsának több prominens tagja, köztük Thomas Durant is részt vett ebben a csalásban. 1873-ban az ezt követő pénzügyi válság hitelszűküléshez vezetett, de nem vezetett csődhöz.

## Kongresszusi vizsgálat
1872-ben a (republikánus) képviselőház kilenc politikus nevét nyújtotta be vizsgálatra a (republikánus) szenátusnak:
- William B. Allison iowai képviselő;
- James A. Bayard Jr. volt szenátor Delaware-ből;
- George S. Boutwell volt képviselő Massachusettsből;
- Roscoe Conkling New York-i szenátor;
- James Harlan iowai szenátor (visszavonult);
- John Logan illinois-i szenátor;
- James W. Patterson, New Hampshire-i képviselő;
- Henry Wilson massachusettsi szenátor, aki egyben Grant jelenlegi alelnökjelöltje is volt;
- Schuyler Colfax alelnök